# Grito
«Grito» (укр. Кричати) — пісня португальської співачки Іоланди Кости, з якою вона представляла Португалію на Пісенному конкурсі Євробачення 2024 в Мальме, Швеція після перемоги на національному відборі Festival da Canção 2024.

## Про пісню
«Grito» написали Іоланда Коста та Альберто Ернандес. В інтерв'ю That Eurovision Site Іоланда пояснила, що написала сингл після запрошення мовника Rádio e Televisão de Portugal взяти участь у Festival da Canção 2024, і описала свою пісню як «крик самозахисту та віри в себе».
«Grito» — це гімн самопізнання та розширення можливостей, оскільки текст декларує внутрішню трансформацію та подорож до стійкості. Співачка розмірковує про те, як подолати минулі рани та прийняти своє справжнє «Я», заявляючи про свою здатність бути тією, ким вона хоче бути. З темами самосприйняття та внутрішньої сили «Grito» передає послання надії та рішучості перед труднощами.
Пісня була анонсована 18 січня та вийшла в офіційному альбомі фестивалю. Прем'єра офіційного відео, у якому було показано виступ Іоланди на національному відборі, відбулася 10 березня 2024 року на YouTube-каналі Пісенного конкурсу Євробачення.

## Пісенний конкурс Євробачення 2024

### Festival da Canção 2024
Громадський мовник Португалії Rádio e Televisão de Portugal організував 2-етапний національний етап із 20 заявками, щоб вибрати свого учасника для Пісенного конкурсу Євробачення 2024. Відбір складався з 2 півфіналів з 10 заявками в кожному, з яких 6 потрапляли до фіналу. Півфінали відбулися 24 лютого та 2 березня, а фінал — 9 березня. 5 із 6 фіналістів визначалися через голосування журі та телеглядачів, тоді як 6-й учасник — у другому раунді телеголосування. У фіналі переможця обирали шляхом голосування журі та глядачів.
18 листопада 2023 року Іоланда була оголошена однією з композиторів Festival da Canção 2024, та 18 січня як учасниця. «Grito» спочатку кваліфікувалася до фіналу, а пізніше перемогла національний відбір із 10 балами від телеглядачів та максимальними 12 балами від журі.

### На Євробаченні
Пісенний конкурс Євробачення 2024 відбувся на Мальме-Арені в Мальме, Швеція, і складався з двох півфіналів, які пройшли 7 і 9 травня відповідно, і фіналу 11 травня 2024 року. Під час жеребкування 30 січня 2024 року Португалія потрапила до другої половини першого півфіналу шоу. 

У півфіналі Іоланда виступила під чотирнадцятим порядковим номером і кваліфікувалася до фіналу з 8 місця, здобувши 58 балів від глядачів, серед яких найвища оцінка, 12 балів, надійшли від Люксембургу. У фіналі Євробачення пісня «Grito» посіла 10 місце зі 152 балами, з яких 139 від журі (7 місце) й 13 від глядачів (20 місце). Від журі Хорватії, Франції та Великої Британії Португалія здобула 12 балів.

Фрагменти виступу на Євробаченні 2024
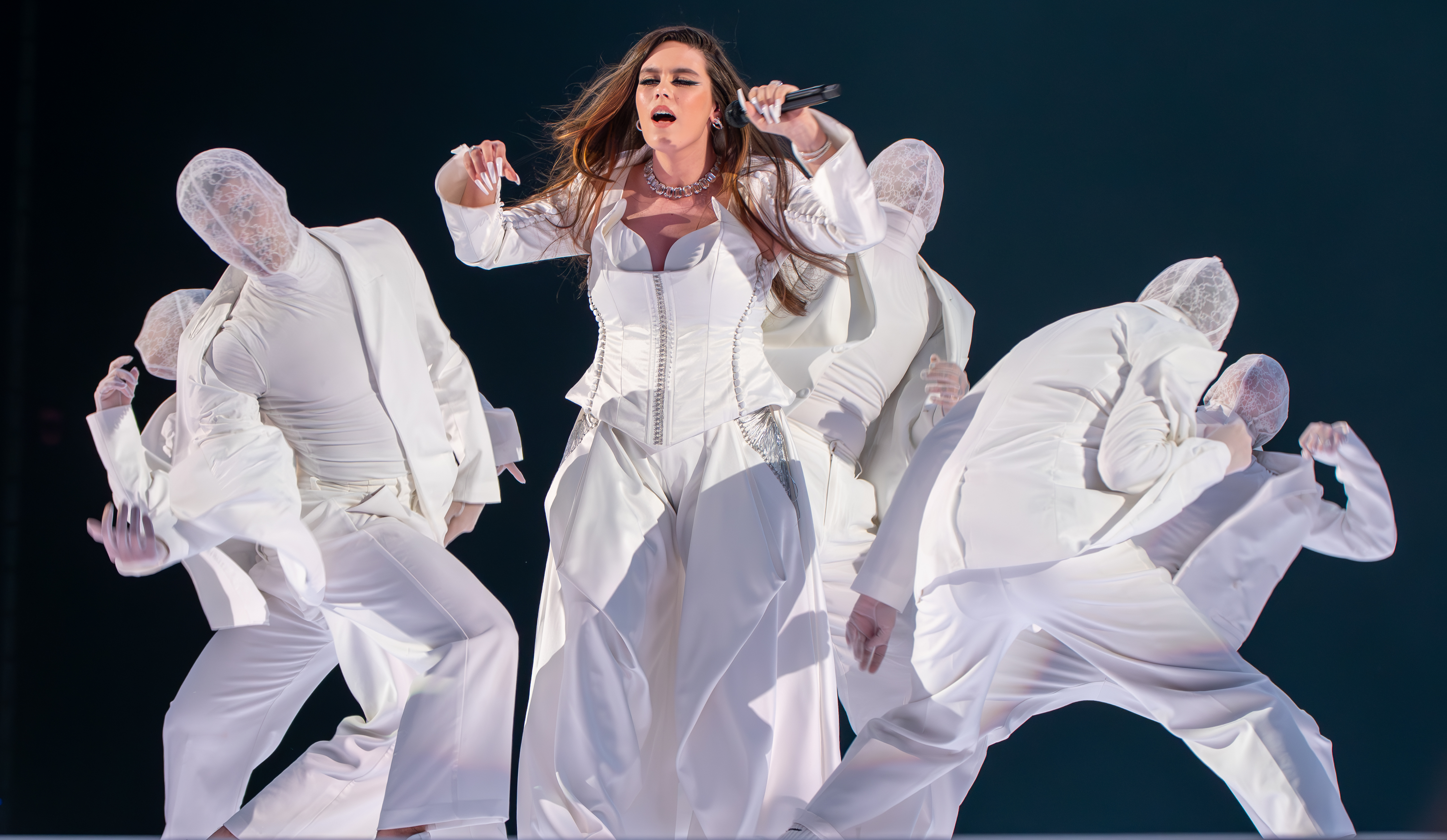
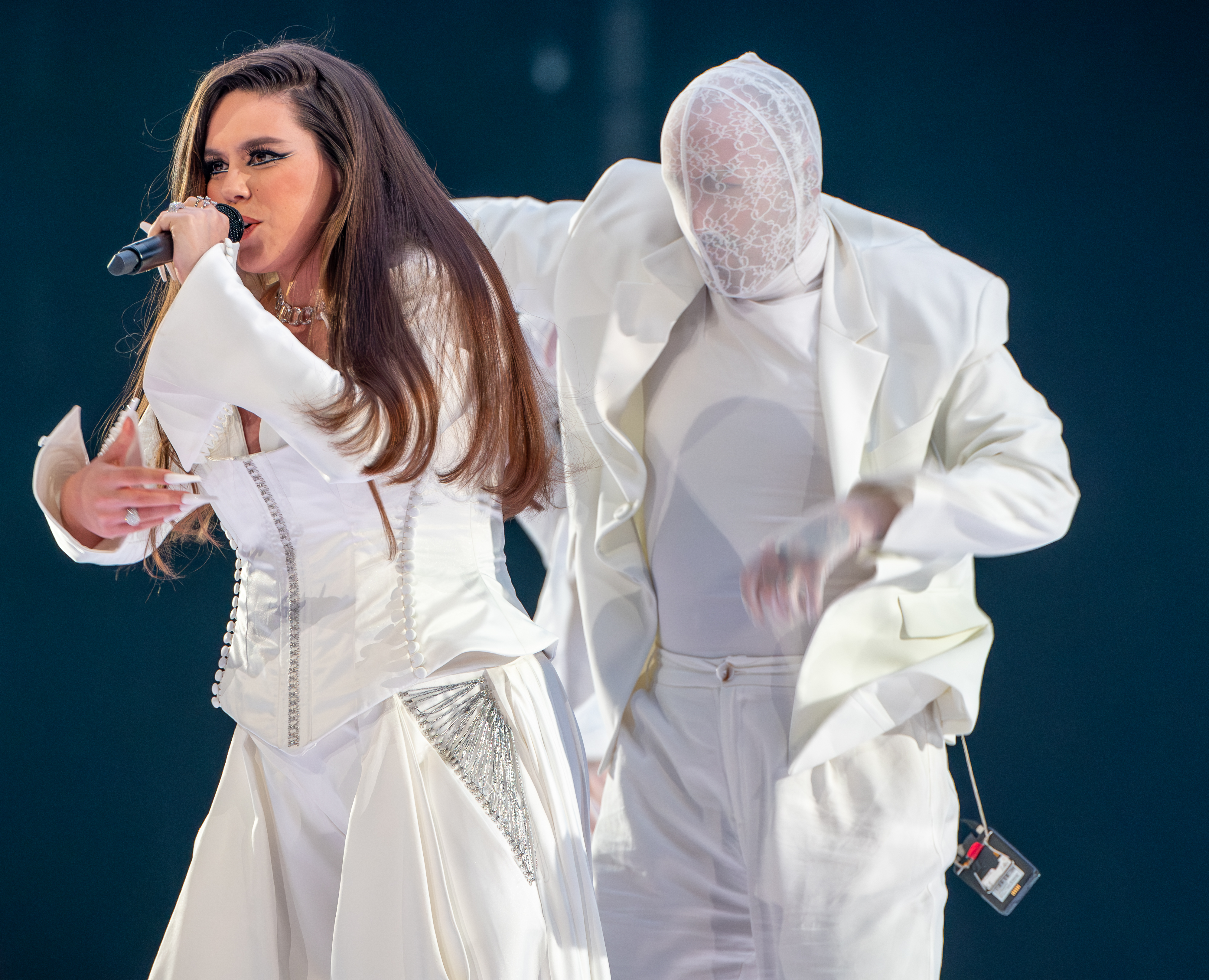
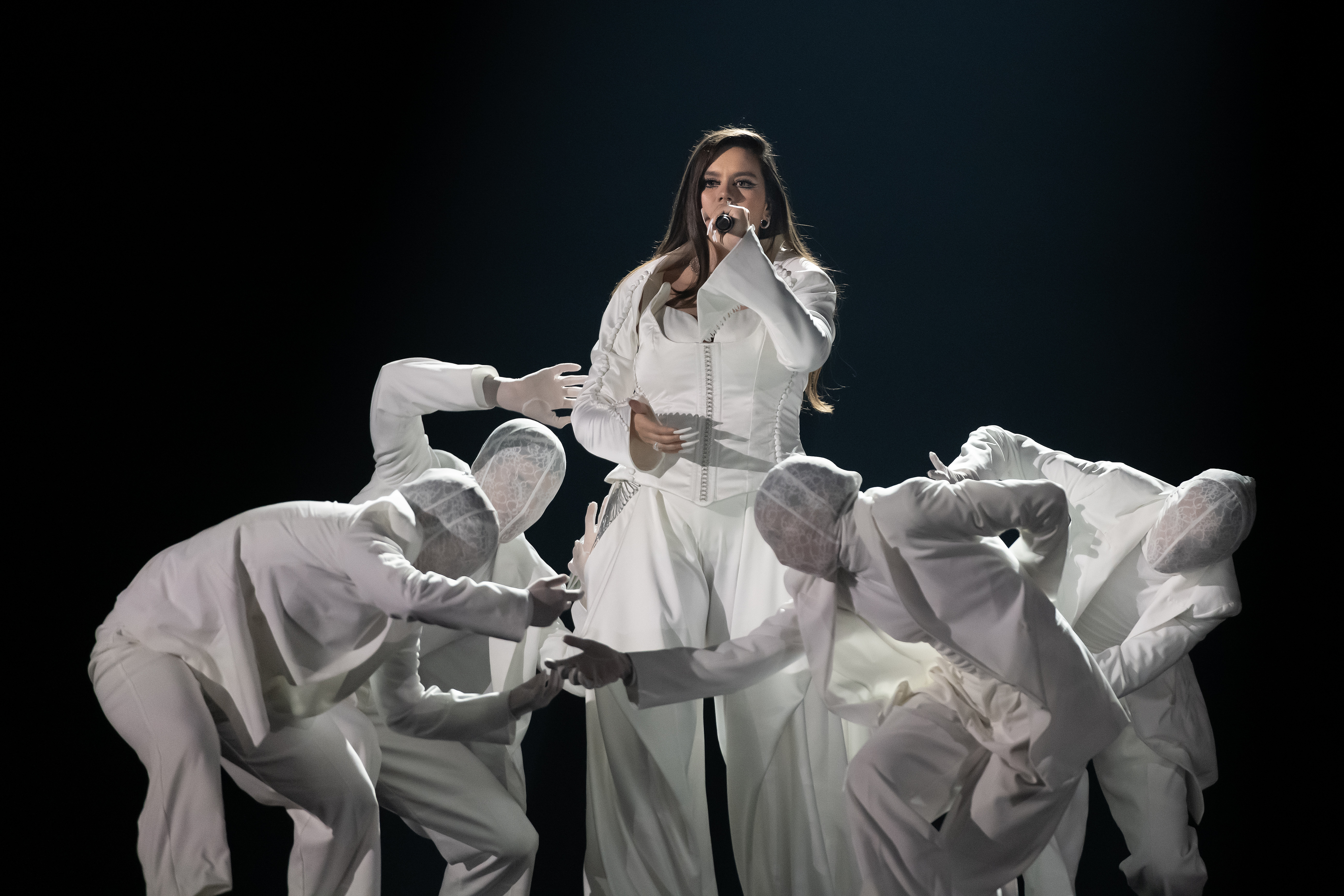
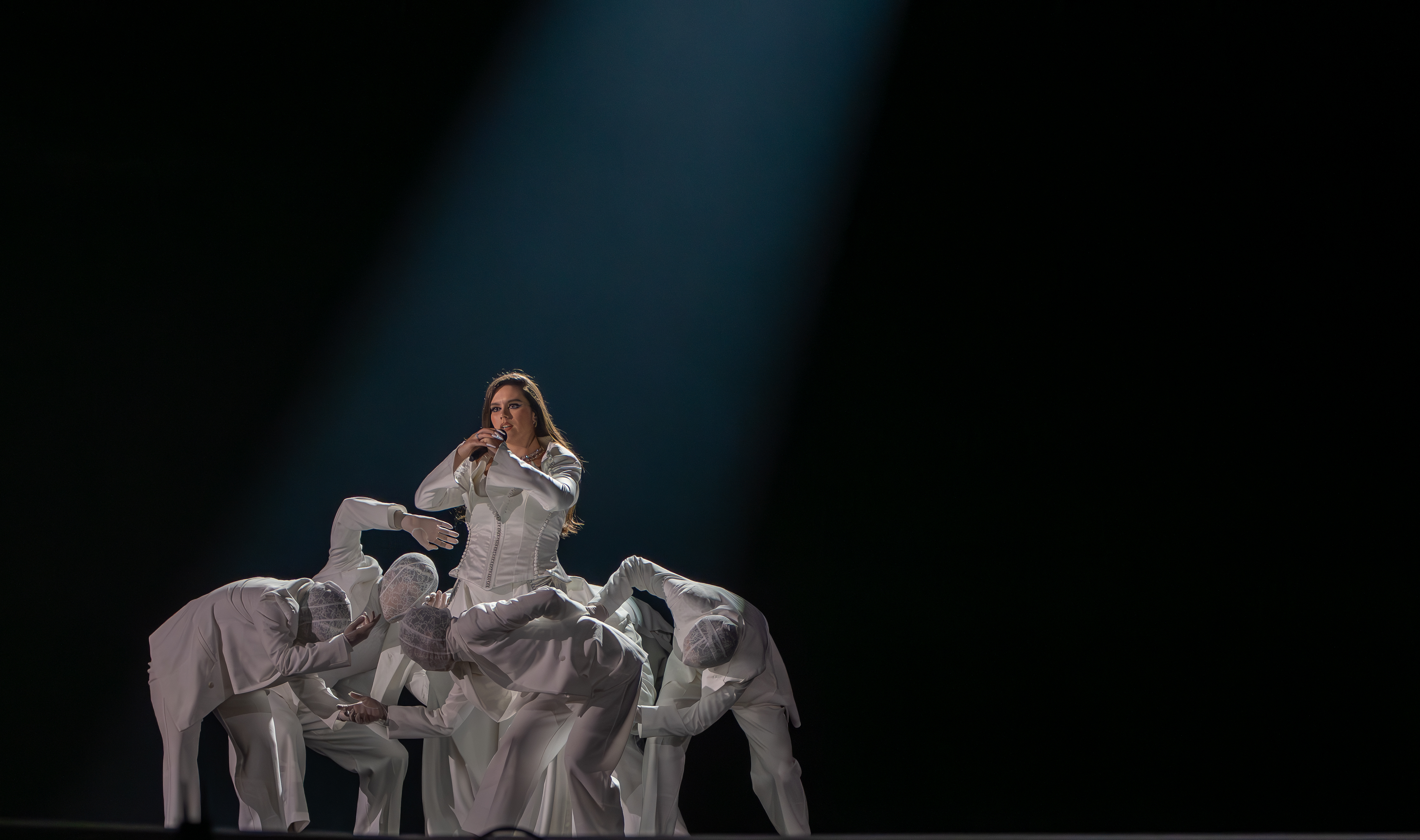
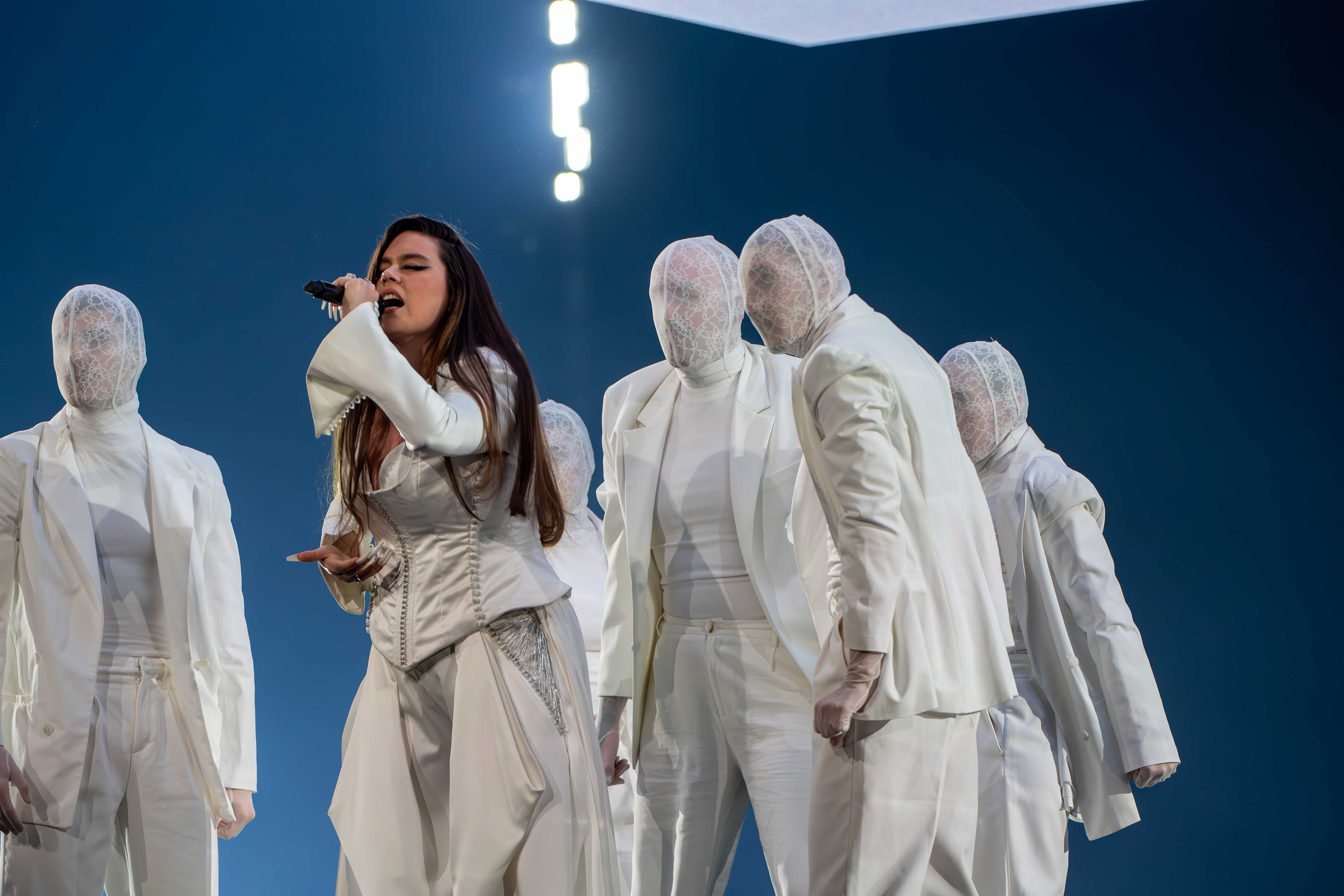
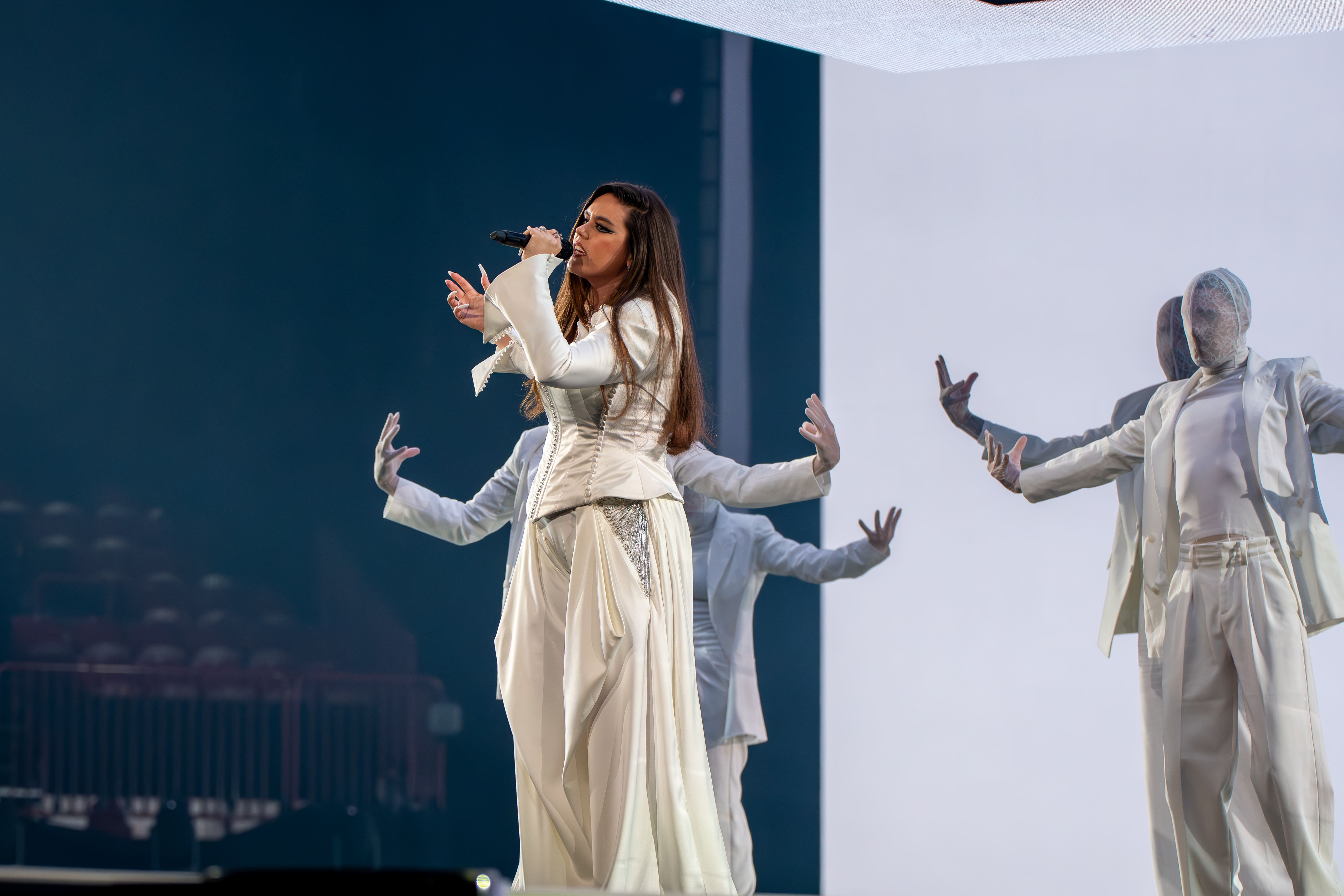
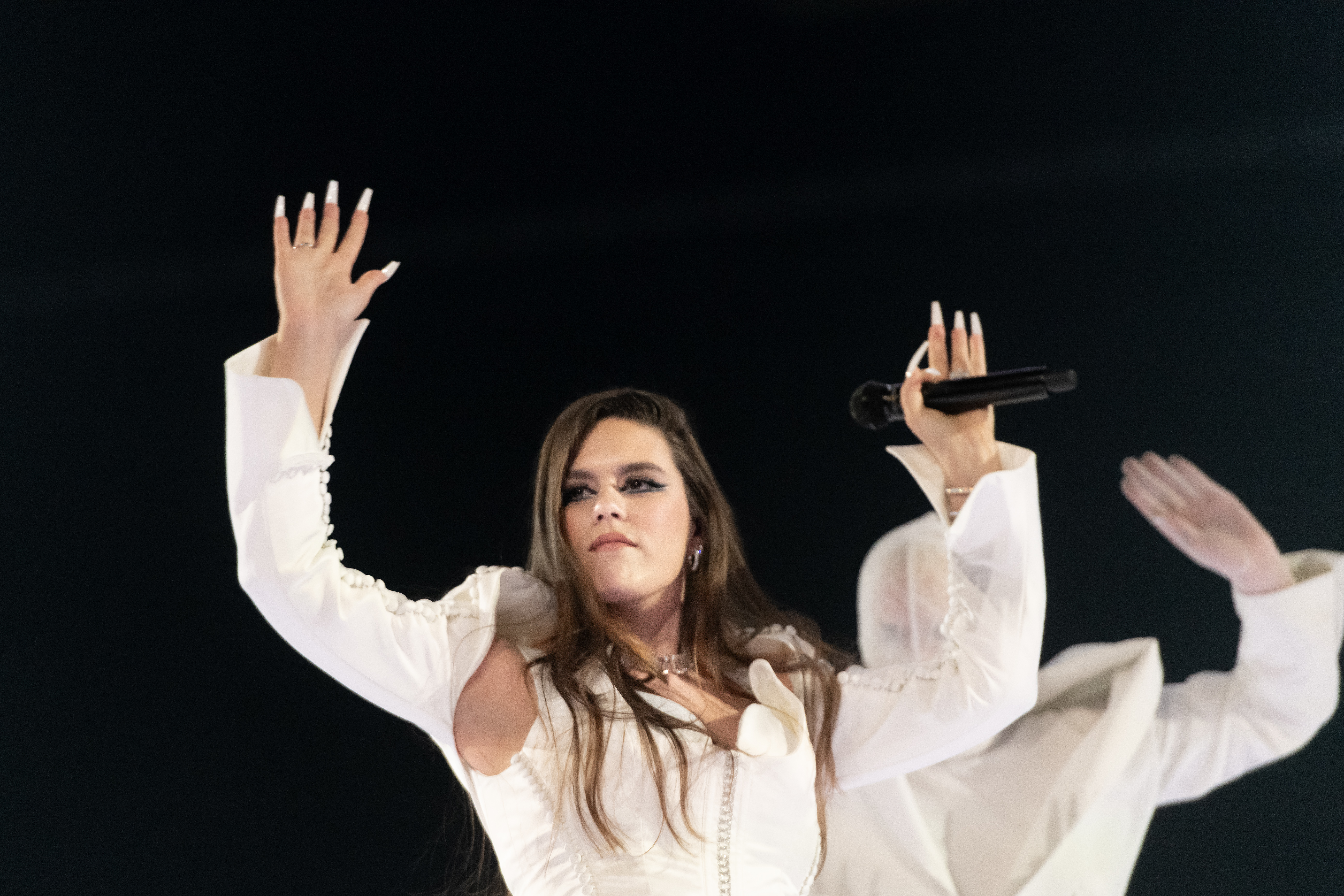
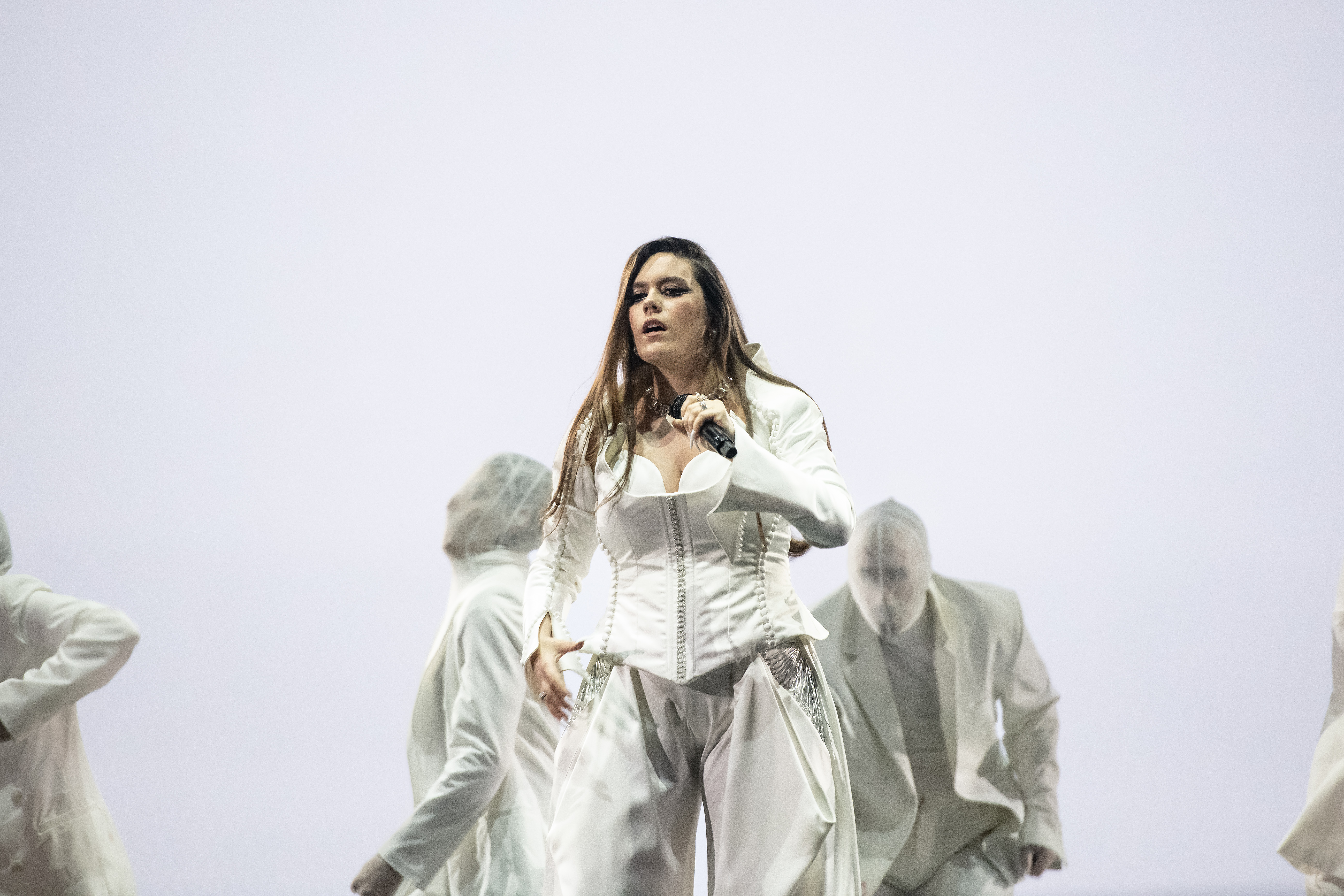
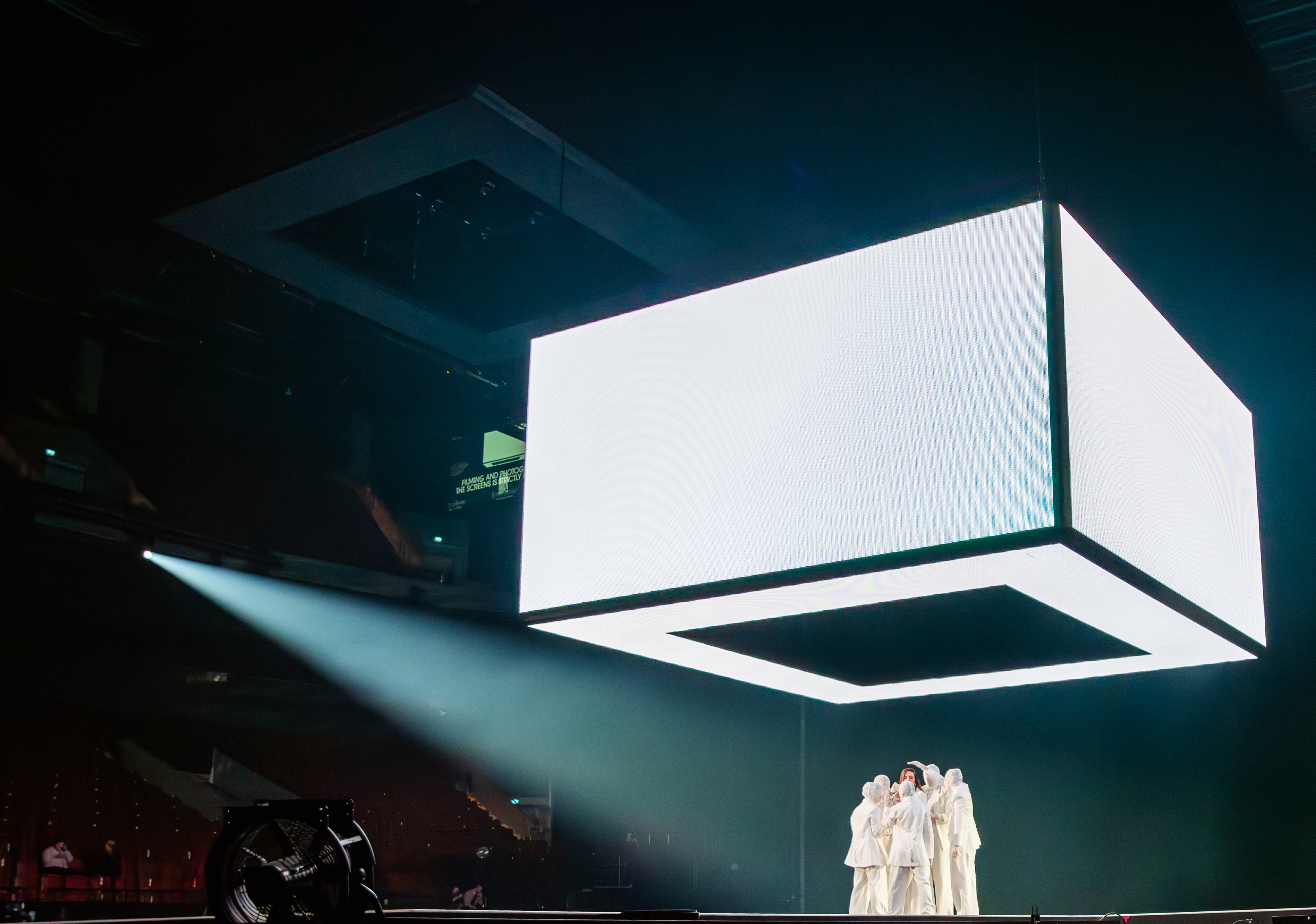
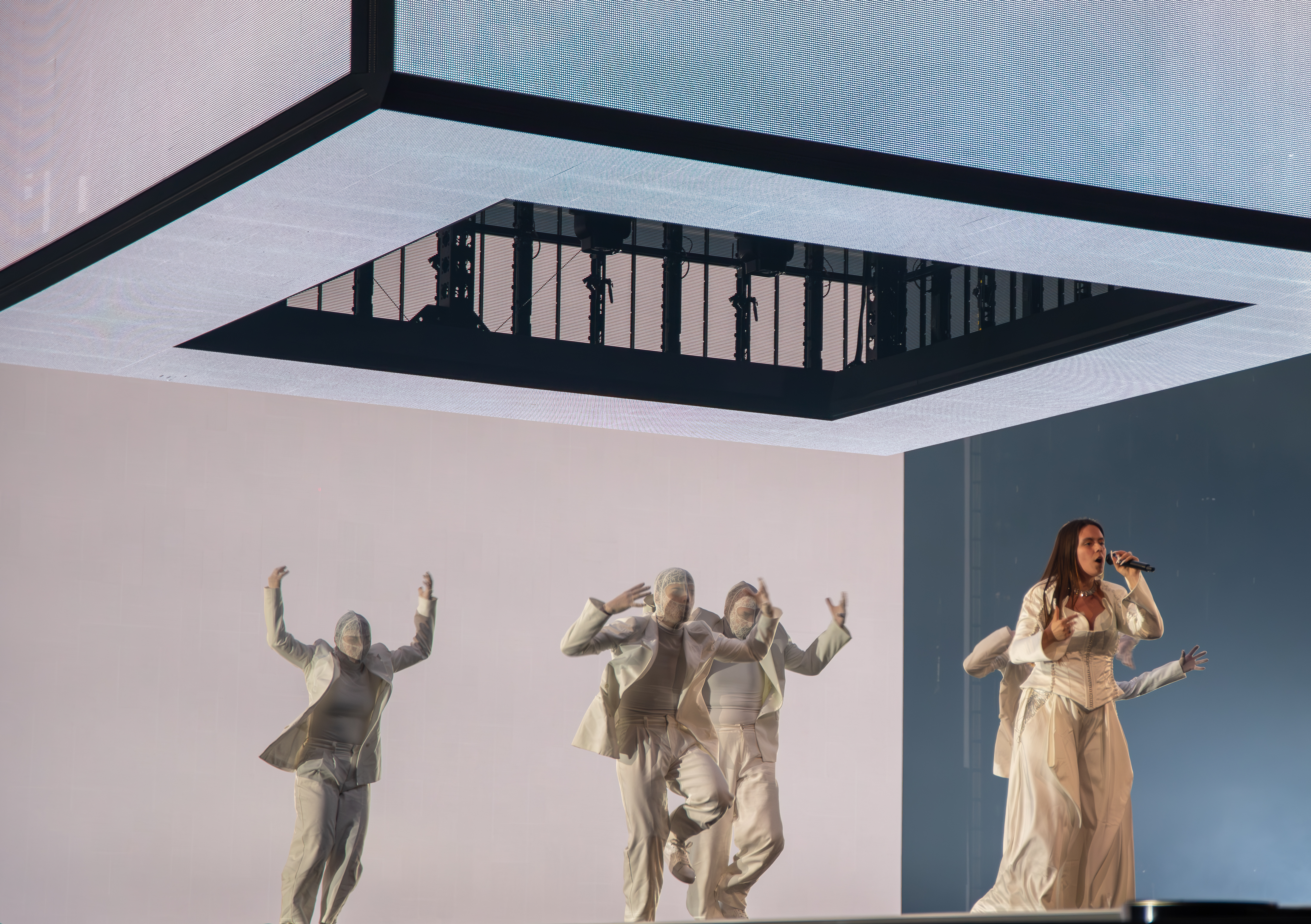
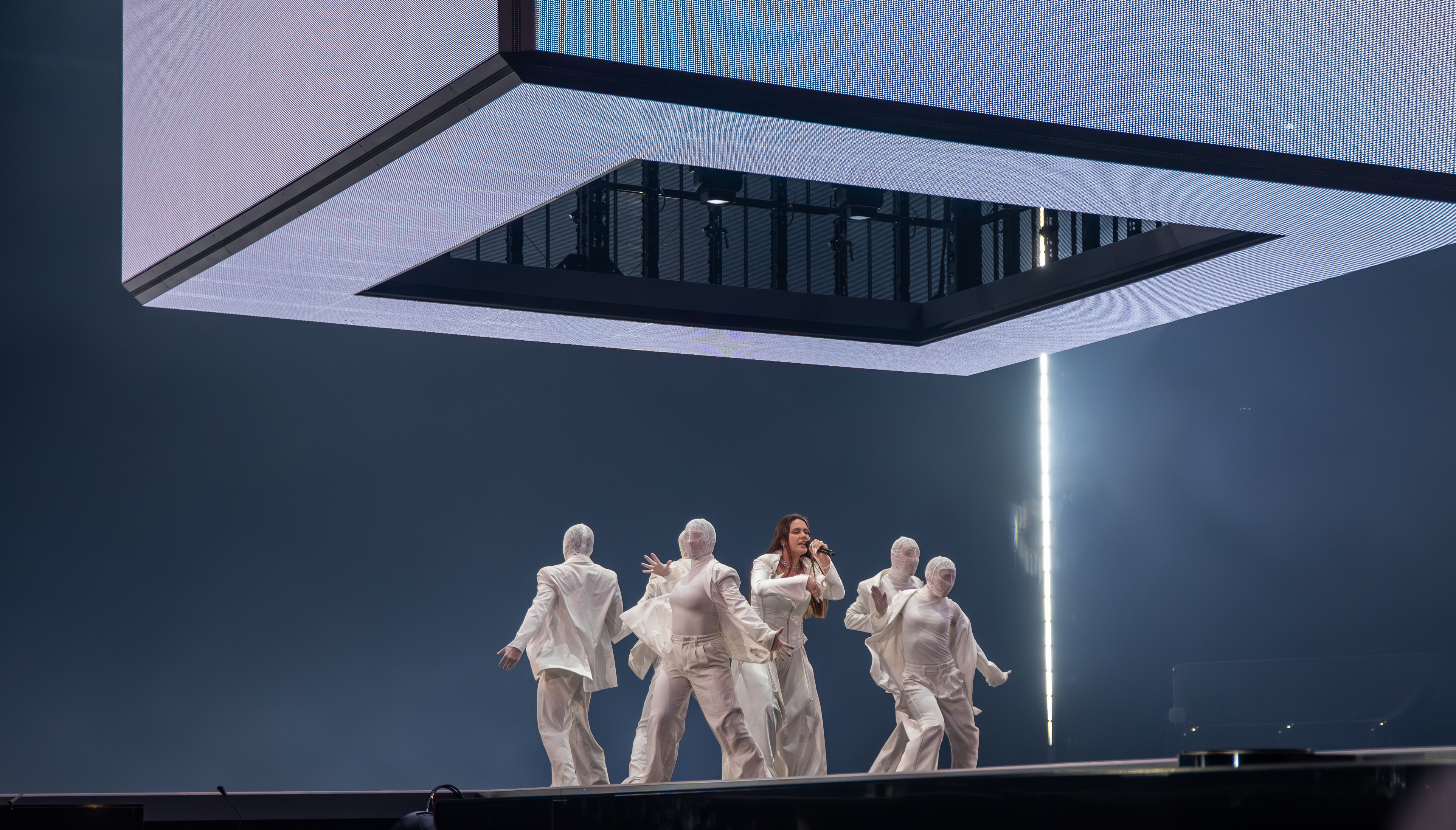